# Abadía de Sant Genís de Fontanes

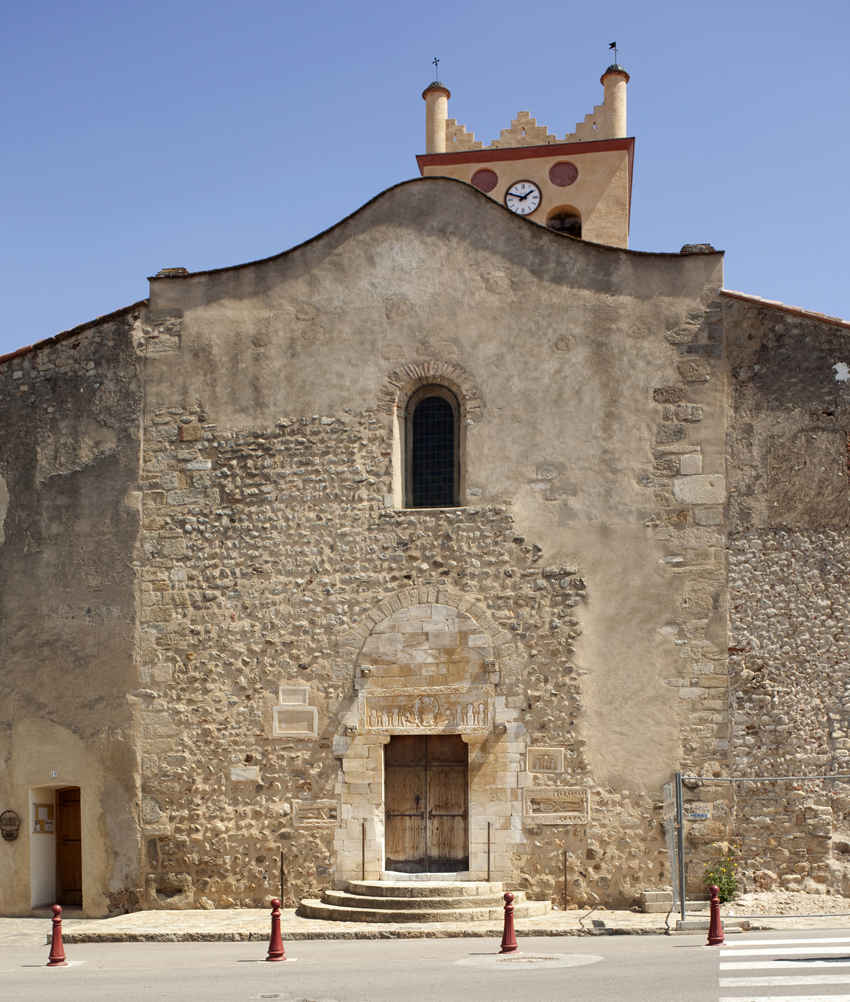
Iglesia de la abadía

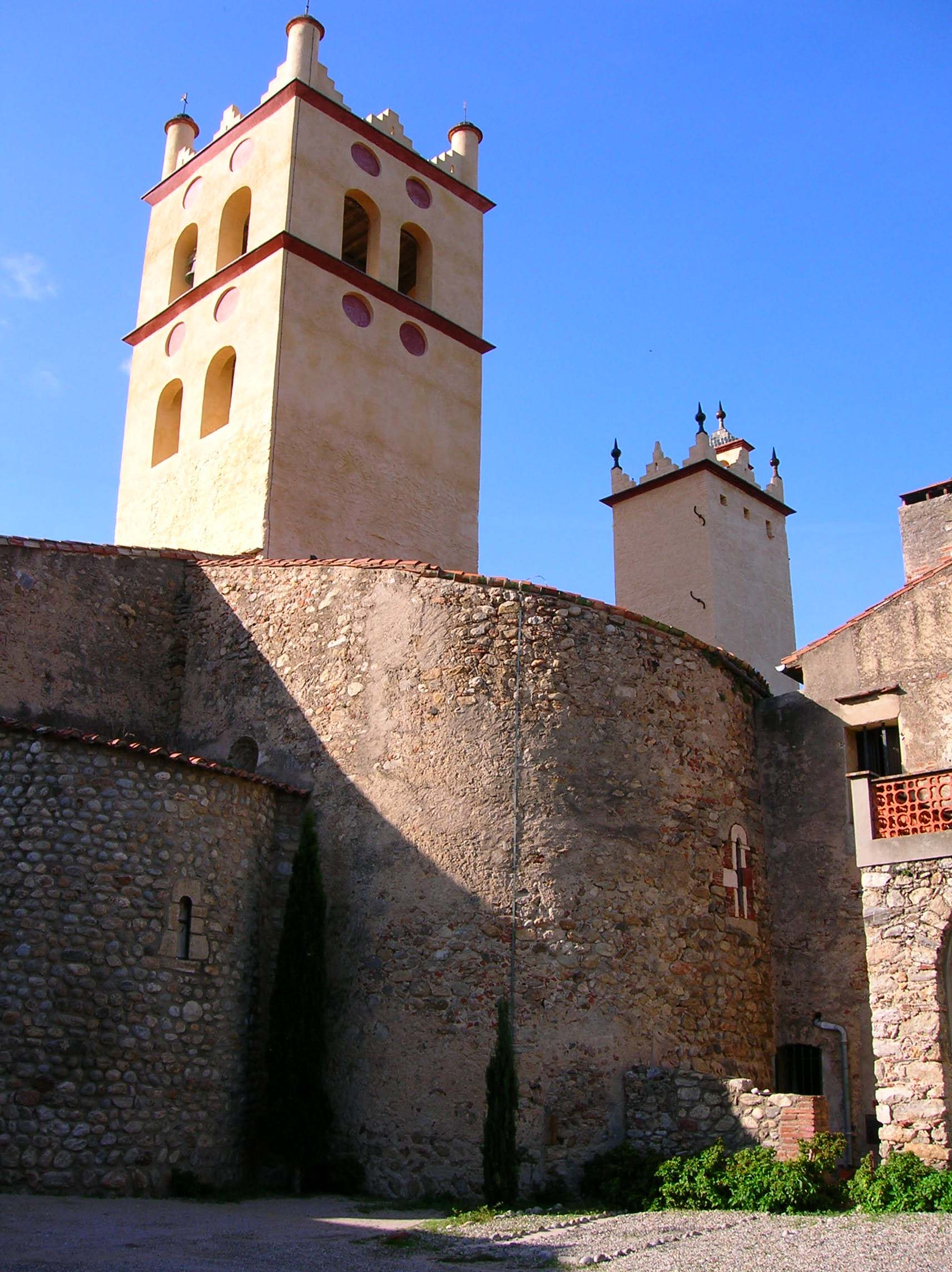
Ábside de la iglesia abacial

La abadía de Saint-Genís-des-Fontaines (del francés: Abbaye de Saint-Génis-des-Fontaines) es una antigua abadía benedictina situada en la localidad francesa de Saint-Génis-des-Fontaines.

## Historia
El monasterio probablemente fue fundado en el siglo VIII, o incluso a principios del siglo IX. De todos modos, ya existía en el año 819, fecha de su primera mención, en la que se nombra a su fundador, el abad Sentimirus (Sentimir). Su sucesor, Assaric, consiguió que el rey Luis el Piadoso le concediera en el 819 su protección y un precepto de inmunidad.
Según parece, entre el 858 y el 868 el cenobio sufrió el ataque de los normandos. A raíz de esta destrucción, el rey Lotario (de la dinastía carolingia entonces reinante en Francia) emitió el 9 de julio de 981 un documento en el que se declaraba benefactor y restaurador del los edificios que fueron destruidos por los paganos (probablemente normandos). A partir de esa fecha las posesiones del cenobio fueron en aumento llegando a tener posesiones en el Conflent y la Cerdaña. En el 1068 el conde Gausfred II del condado del Rosellón tomó el monasterio bajo su protección.
Situada bajo la protección directa de los sucesivos soberanos de la provincia (los condes de Rosellón y luego los reyes de Aragón), la abadía comenzó a florecer, como lo demuestra una nueva consagración de la iglesia, luego ampliada, en 1153. Un poco más tarde, en el siglo XIII se añadió un claustro de mármol al noreste de la iglesia de la abadía.
Los benefactores se hicieron enterrar en la abadía como lo atestigua el testamento de Dame Alisende de 1187.
La importancia de Sant Genís se mantuvo durante los siglos XIII y XIV y empezó a decaer, como muchos monasterios de los alrededores, durante el siglo XV. A partir de 1507 quedó unido, para evitar su ruina, al monasterio de Montserrat. Así quedaba también unido a la congregación de San Benito el Real de Valladolid de la que dependió Montserrat durante años. Se fueron sucediendo los abades procedentes de Montserrat, algunos de ellos llegados desde Castilla, hasta la Revolución francesa, momento en el que cesó la vida monacal en Sant Genís. Los religiosos fueron expulsados y las dependencias pasaron a ser propiedad de la Nación. Los antiguos edificios del convento se repartieron entonces entre varios propietarios, y sólo cincuenta años después, en 1846, la iglesia volvió a tener culto (pasó a ser parroquia del pueblo). El claustro corrió una suerte menos envidiable ya que fue despiezado y vendido a un anticuario a principios del siglo XX. Sin embargo, pudo regresar a Saint-Genis en la década de 1980, donde fue reinstalado con la ayuda de fotos antiguas

## Edificio

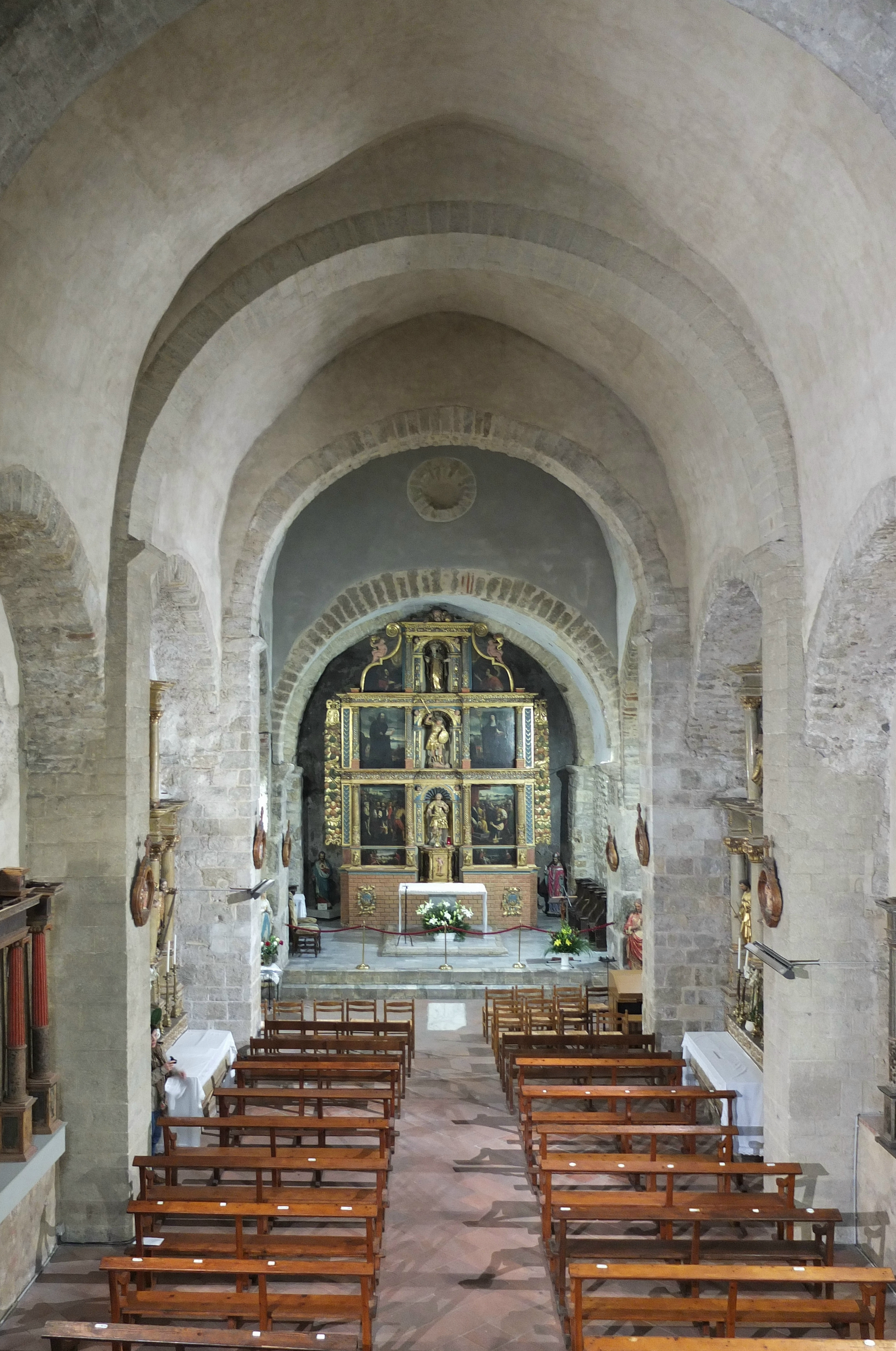
Interior de la iglesia.

Del antiguo monasterio únicamente queda en pie la iglesia que funciona como templo parroquial del municipio. Tiene su base en una construcción prerrománica del siglo X que fue ampliada en el siglo XII. Se trata de un edificio con planta de cruz latina, tres ábsides y transepto. Está cubierta con bóveda de cañón construida probablemente en una ampliación realizada en el siglo XIII.
Tiene un retablo central barroco realizado en madera pintada en 1653. Se conservan también restos de pinturas murales en el ábside. La pila bautismal está formada por un capitel románico procedente del vecino monasterio de Sant Andreu de Sureda.
El claustro fue destruido durante la Revolución francesa. Fue desmantelado y vendido por piezas a particulares y museos. Algunas partes del claustro fueron a parar al Philadelphia Museum of Art y tres de los capitales al museo del Louvre. A partir de la década de 1980 empezaron a recuperarse parte de estas piezas.

### Eldintel de Sant Genís de Fontanes
La parte más destacada del templo es el dintel, considerado como una de las primeras muestras del arte románico de Cataluña. Se trata de una pieza de forma rectangular construida en mármol blanco. Está esculpida en bajo relieve de forma muy minuciosa. En el centro del dintel se observa la figura de Cristo inscrito en una mandorla perlada sostenida por dos arcángeles. Está encuadrado por dos grupos de tres personajes cada uno.
También es visible una banda en la que se encuentra una inscripción en latín medieval. En la inscripción aparece la fecha de construcción del mismo ya que se cita que fue realizado por orden del abad Guillem el año 24 del rey Roberto, haciendo referencia a Roberto II de Francia que reinó entre el 996 y el 1031. Por eso puede datarse el dintel en el año 1020.
El dintel es de especial interés para poder entender la evolución del arte románico de Cataluña ya que permite establecer una cronología precisa de la escultura románica comparando la evolución de estilo de otras obras con la de Sant Genís.
Aunque en algunos aspectos sigue los modelos prerrománicos, aquí aparecen ya algunas de las características de la escultura románica posterior. Por ejemplo, cada uno de los pliegues de los ropajes aparece aquí superpuesto con el anterior, con un poco más de relieve, dando una mayor sensación de profundidad.

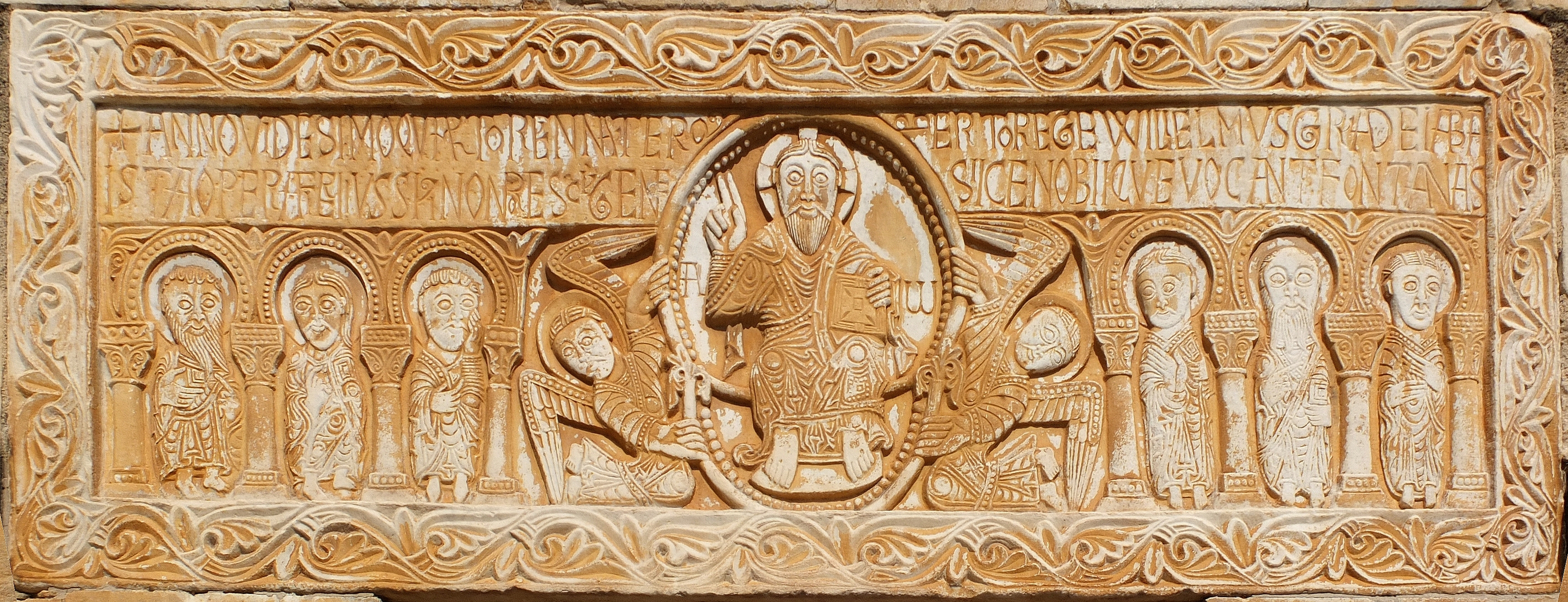
Dintel de Sant Genís.